# Asellia arabica
Asellia arabica (Benda, Vallo & Reiter, 2011) è un pipistrello della famiglia degli Ipposideridi, endemico della Penisola arabica.

## Descrizione

### Dimensioni
Pipistrello di piccole dimensioni, con la lunghezza dell'avambraccio tra 43,1 e 46,5 mm.

### Aspetto
Le parti dorsali variano dal beige al grigio-brunastro chiaro, con dei riflessi giallastri o color ruggine pallido, mentre le parti ventrali sono alquanto più chiare. La foglia nasale è formata da una porzione posteriore tricuspidata, una anteriore larga e quasi priva di pigmento. Le membrane alari sono grigio-brunastro chiaro. La coda si estende leggermente oltre l'uropatagio, il quale è poco sviluppato.

## Biologia

### Alimentazione
Si nutre di insetti.

## Distribuzione e habitat
Questa specie è diffusa nella'estrema parte meridionale della Penisola arabica, dallo Yemen sud-orientale all'Oman sud-occidentale.

## Conservazione
Questa specie, essendo stata scoperta solo recentemente, non è stata sottoposta ancora a nessun criterio di conservazione.